# Zumarraga
Zumarraga – gmina w Hiszpanii, w prowincji Guipúzcoa, w Kraju Basków, o powierzchni 19,42 km². W 2011 roku gmina liczyła 10 024 mieszkańców.